# Listă de filme românești din 2010
Aceasta este o listă de filme românești din 2010:

## Lista
| Premiera mondială | Titlu   | Studio | Distribuție, echipa tehnică | Gen | Ref. |
| ----------------- | ------- | ------ | --------------------------- | --- | ---- |
|                   | Căutare |        | Ionuț Pițurescu             |     |      |
|                   |         |        |                             |     |      |

- Eu când vreau să fluier, fluier, de Florin Șerban
- Poker, de Sergiu Nicolaescu
- Aurora, de Cristi Puiu
- Europolis, de Corneliu Gheorghiță - IMDB -  Arhivat în 5 martie 2016, la Wayback Machine.
- Morgen, de Marian Crișan
- Marți, după Crăciun, de Radu Muntean
- WebSiteStory, de Dan Chișu - IMDB
- Portretul luptătorului la tinerețe, de Constantin Popescu
- Buna! Ce faci?, de Alexandru Maftei
- Principii de viață, de Constantin Popescu - IMDB
- Oul de cuc, de Ioan Cărmăzan - IMDB
- Dacă bobul nu moare, de Sinisa Dragin - IMDB
- Periferic, de Bogdan George Apetri - IMDB -  Arhivat în 2 aprilie 2011, la Wayback Machine.
- Eva, de Adrian Popovici - IMDB
- Mănuși roșii, de Radu Gabrea - IMDB
- Despre cosmetice și fericire, de Ruxandra Zenide - CineMagia
- Burta balenei, de Ana Lungu, Ana Szel - IMDB
- Circul Vesel, de Claudiu Mitcu - CineMagia

Filme de televiziune
- În derivă (serial), de Adrian Sitaru, Titus Muntean - IMDB
- Iubire și onoare (serial), de Iura Luncașu - IMDB
- Moștenirea, (serial), de Laurențiu Maronese, Mihai Brătilă, Iura Luncașu - IMDB
- Gala: The Movie , de Marius Barna, Ionel Popescu - IMDB
- State și Flacăra - Vacanță la Nisa, de Iura Luncașu și Laurențiu Maronese

Filme de scurt metraj
- Stopover, de Ioana Uricaru - IMDB
- Muzica în Sânge, de Cătălin Mitulescu - IMDB
- Derby, de Paul Negoescu - IMDB
- Colivia, de Adrian Sitaru - IMDB
- Watch Out for the Sunset, de Vlad Oancea - IMDB
- Adulter, de Peter Kerek - IMDB
- Oxigen, de Adina Pintilie - IMDB
- Captivi de Crăciun, de Iulia Rugină - IMDB
- Outrageously Disco, de Nicolae Constantin Tănase - IMDB
- Rahela, de Olimpia Stavarache - CineMagia [1]

Documentare
- Kapitalism, rețeta noastră secretă, de Alexandru Solomon - IMDB
- Autobiografia lui Nicolae Ceaușescu, de Andrei Ujică - IMDB
- Memoria de piatră, de Iosif Demian - CineMagia
- The Shukar Collective Project, de Matei-Alexandru Mocanu - IMDB
- Singur acasă – O tragedie românească, de Ionuț Cârpătorea - IMDB
- Metrobranding', de Ana Vlad, Adi Voicu - IMDB [2]

Documentare scurte
- Summer Camp Romania, de Necula Tedy - IMDB